# Nancy Boyda

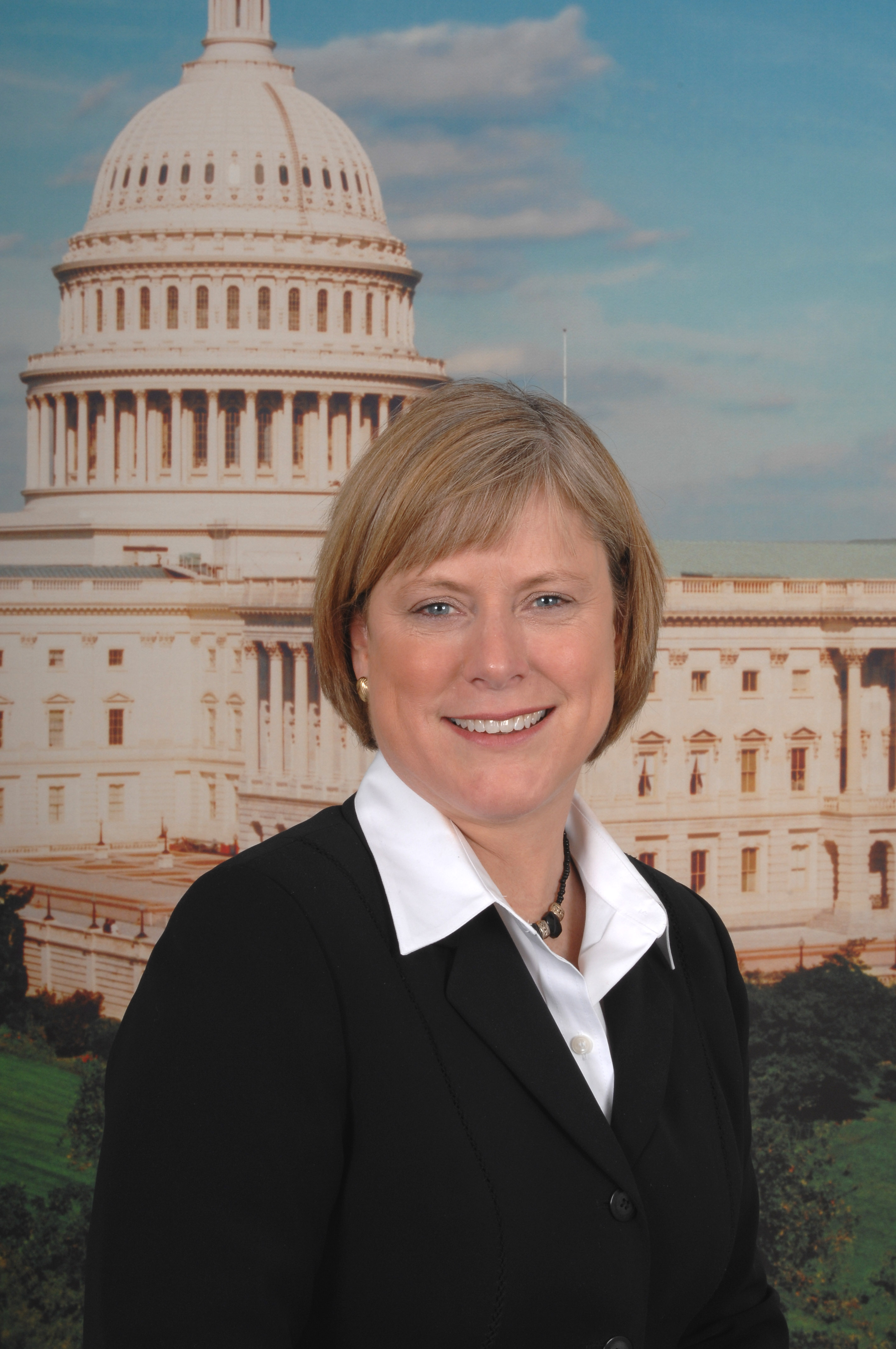
Nancy Boyda

Nancy Boyda (* 2. August 1955 in St. Louis, Missouri) ist eine US-amerikanische Politikerin. Zwischen 2007 und 2009 vertrat sie den zweiten Wahlbezirk des Bundesstaates Kansas im US-Repräsentantenhaus.

## Werdegang
Nancy Boyda studierte am William Jewell College in Liberty (Missouri) Chemie und Pädagogik. Danach arbeitete sie zunächst als Lehrerin und dann ab 1978 als analytische Chemikerin. Sie wuchs in einer republikanischen Familie auf und war in ihrer Jugend auch Mitglied dieser Partei. 2003 schloss sie sich dann der Demokratischen Partei an, weil ihr die Republikaner zu konservativ erschienen.
Im Jahr 2004 kandidierte sie erstmals im zweiten Distrikt von Kansas für das US-Repräsentantenhaus. Dabei unterlag sie dem republikanischen Amtsinhaber Jim Ryun mit 41 % zu 56 % der Wählerstimmen. Zwei Jahre später trat sie erneut gegen Ryun an. Dieses Mal konnte sie die Wahlen mit 51 % zu 47 % der Stimmen gewinnen.
Boyda trat ihr neues Mandat im Kongress am 3. Januar 2007 an. Dort wurde sie Mitglied im Streitkräfteausschuss und im Landwirtschaftsausschuss sowie in einigen Unterausschüssen. Sie setzte sich für die Erforschung erneuerbarer Energien ein und war für einen allmählichen Rückzug der Truppen aus dem Irak. Einen schnellen Rückzug lehnte sie aber ab; im Kongress stimmte sie gegen eine entsprechende Vorlage.
Bei den Kongresswahlen des Jahres 2008 verlor Boyda gegen Lynn Jenkins. Damit konnte sie bis zum 3. Januar 2009 nur eine Legislaturperiode im Kongress verbleiben. Seit Juli 2009 ist sie Abteilungsleiterin im Verteidigungsministerium. Dort ist sie als Deputy Assistant Secretary for Manpower and Personnel für die Personalverwaltung zuständig. Nancy Boyda ist mit Steve Boyda verheiratet und lebt privat in Topeka.